# 僕たちは繁殖をやめた
『僕たちは繁殖をやめた』（ぼくたちははんしょくをやめた）は、さおとめやぎによる日本の漫画作品。『マガジンポケット』（講談社）にて2020年12月6日から2022年3月27日まで連載されていた。
幼いころに離れ離れになり、大学で再会した実の兄妹の恋愛関係について描かれている。物語の序盤では、メインキャラクターの兄妹は、自分たちが兄妹であるということを知らない。

## 登場人物
百足 心（ももたり しん）
大学の3年生。大迫瞳の実の兄。瞳が妹であることを知らないが、彼女に惹かれ、付き合うことになる。
大迫 瞳（おおさこ ひとみ）
百足心の実の妹。大学で心と再会した。心が兄であることを知らないが、彼に惹かれ、付き合うことになる。
百足 孝太郎（ももたり こうたろう）
心と瞳の父親。
大迫 梢（おおさこ こずえ）
心と瞳の母親。
黒沢 明訓（くろさわ あきのり）
大学の映画研究会の代表。
銭丸 エリ（ぜにまる エリ）
大学の映画研究会の新入生。

## 書誌情報
- さおとめやぎ『僕たちは繁殖をやめた』講談社〈講談社コミックスマガジン〉、全6巻
  1. 2021年3月9日発売[2][3]、ISBN 978-4-06-522655-1
  2. 2021年6月9日発売[4]、ISBN 978-4-06-523412-9
  3. 2021年9月9日発売[5]、ISBN 978-4-06-524825-6
  4. 2021年11月9日発売[6]、ISBN 978-4-06-525942-9
  5. 2022年2月9日発売[7]、ISBN 978-4-06-526886-5
  6. 2022年5月9日発売[8]、ISBN 978-4-06-527514-6